# バスケットボールジョージア代表
バスケットボールジョージア代表（Georgia national basketball team）は、ジョージアバスケットボール連盟により国際大会に派遣されるジョージア（グルジア）のバスケットボールナショナルチームである。

## 歴史
1992年に旧ソ連崩壊に伴い、ソ連から独立する形で創設。
現在までオリンピック出場はないが、ユーロバスケットは2011年に初出場し11位となった。地元開催のユーロバスケット2022ではトルコ相手に勝利し、1勝4敗という成績だった。
2023年FIBAワールドカップ欧州予選では5勝5敗という成績で予選を突破し、ワールドカップ初出場を決めた。

## 主な国際大会成績

### ユーロバスケット
- 2011年 ― 11位
- 2013年 ― 17位
- 2015年 ― 15位
- 2017年 ― 17位
- 2022年 ― 21位

### ワールドカップ
- 2023年 ー 出場予定

## 主な歴代代表選手
- ザザ・パチュリア
- ゴガ・ビターゼ
- ニコロス・ツキティシュビリ
- ヴィクトル・サニキゼ
- サンドロ・マムケラシュビリ
- ラティ・アンドロニカシュヴィリ
- サド・マクファデン
- ギオルギ・シェルマディニ
- ベカ・ブルジャナゼ
- トルニケ・シェンゲリア(英語版)

## 歴代代表ヘッドコーチ
- イゴール・ココスコフ（2008-2015）